# Secrets (album d'Herbie Hancock)
Pour les articles homonymes, voir Secrets.
 (avril 2021).
Si vous disposez d'ouvrages ou d'articles de référence ou si vous connaissez des sites web de qualité traitant du thème abordé ici, merci de compléter l'article en donnant les références utiles à sa vérifiabilité et en les liant à la section « Notes et références ».
 (avril 2021).
La mise en forme du texte ne suit pas les recommandations de Wikipédia : il faut le « wikifier ».
Les points d'amélioration suivants sont les cas les plus fréquents. Le détail des points à revoir est peut-être précisé sur la page de discussion.
- Les titres sont pré-formatés par le logiciel. Ils ne sont ni en capitales, ni en gras.
- Le texte ne doit pas être écrit en capitales (les noms de famille non plus), ni en gras, ni en italique, ni en « petit »…
- Le gras n'est utilisé que pour surligner le titre de l'article dans l'introduction, une seule fois.
- L'italique est rarement utilisé : mots en langue étrangère, titres d'œuvres, noms de bateaux, etc.
- Les citations ne sont pas en italique mais en corps de texte normal. Elles sont entourées par des guillemets français : « et ».
- Les listes à puces sont à éviter, des paragraphes rédigés étant largement préférés. Les tableaux sont à réserver à la présentation de données structurées (résultats, etc.).
- Les appels de note de bas de page (petits chiffres en exposant, introduits par l'outil «  Source ») sont à placer entre la fin de phrase et le point final[comme ça].
- Les liens internes (vers d'autres articles de Wikipédia) sont à choisir avec parcimonie. Créez des liens vers des articles approfondissant le sujet. Les termes génériques sans rapport avec le sujet sont à éviter, ainsi que les répétitions de liens vers un même terme.
- Les liens externes sont à placer uniquement dans une section « Liens externes », à la fin de l'article. Ces liens sont à choisir avec parcimonie suivant les règles définies. Si un lien sert de source à l'article, son insertion dans le texte est à faire par les notes de bas de page.
- La présentation des références doit suivre les conventions bibliographiques. Il est recommandé d'utiliser les modèles {{Ouvrage}}, {{Chapitre}}, {{Article}}, {{Lien web}} et/ou {{Bibliographie}}. Le mode d'édition visuel peut mettre en forme automatiquement les références.
- Insérer une infobox (cadre d'informations à droite) n'est pas obligatoire pour parachever la mise en page.

Pour une aide détaillée, merci de consulter Aide:Wikification.
Si vous pensez que ces points ont été résolus, vous pouvez retirer ce bandeau et améliorer la mise en forme d'un autre article.
Albums de Herbie Hancock
Flood
(1975) VSOP: Vol. 1
(1977)
Secrets est un album de Herbie Hancock sorti en 1976 sur le label Columbia Records et faisant partie de sa période dite « funk ».

## Liste des titres
| No | Titre            | Auteur                              | Durée |
| -- | ---------------- | ----------------------------------- | ----- |
| 1. | Doin'It          | Melvin Ragin, Ray Parker, Jr.       | 8:03  |
| 2. | People Music     | Herbie Hancock, Ragin, Paul Jackson | 7:11  |
| 3. | Cantelope Island | Hancock                             | 7:06  |
| 4. | spider           | Ragin, Hancock, Jackson             | 7:21  |
| 5. | Gentle Thoughts  | Hancock, Ragin                      | 7:05  |
| 6. | Swamp Rat        | Jackson, Hancock, Ragin             | 6:26  |
| 7. | Sansho Shima     | Bennie Maupin                       | 4:50  |

## Musiciens
- James Gadson – batterie sur Doin' It
- Herbie Hancock – piano, piano Fender Rhodes, piano à queue électrique, ARP Odyssey, ARP String Ensemble, Clavinet Hohner D6 , Micromoog, Oberheim 4 voix, Echoplex
- Bennie Maupin – saxophone soprano, saxophone tenor, saxello, lyricon, clarinette basse
- Ray Parker Jr. – guitare, chœurs sur "Doin' It"
- Paul Jackson – guitare basse
- James Levi – batterie
- Kenneth Nash – percussions, cuíca
- Wah Wah Watson – guitare, système de synthétiseur universel Maestro (Tom Oberheim) / unité d'échantillonnage et de maintien, "voice bag"; chants & guitare basse sur "Doin' It"